# Populus Populus
『Populus Populus』（ポプラ・ポプラ）は、UNISON SQUARE GARDENの3枚目のフルアルバム。2011年7月6日にトイズファクトリーから発売された。

## 概要
前作『JET CO.』より約1年3ヶ月となるフルアルバム。前作以降のシングル表題曲「スカースデイル」と「オリオンをなぞる」を含む全13曲を収録。
オリコン週間アルバムチャートでは最高18位を記録し、アルバムとしては初めてオリコンチャートで20位より上の順位へランクインした。

## 楽曲について
※シングル表題曲はリンク先を参照。
kid, I like quartet
音源化になる前からライブにて演奏していた楽曲。田淵が「必ず音源化する」と発言していたこともあり、今作にて初音源化。
10周年記念アルバム『DUGOUT ACCIDENT』に再ミックスして収録。
CAPACITY超える
アウトロに次曲へのカウントが入っている。
場違いハミングバード
ライブでの定番曲。田淵曰く本アルバムの「バンドを線で理解してもらうために必要な手札」でリード曲的存在。『DUGOUT ACCIDENT』に再ミックスして収録。YouTubeに2011年に行われた日比谷野外大音楽堂でのライブ映像がアップされていた。(現在は削除)
カウンターアイデンティティ
『スカースデイル』のカップリングであるが、タイアップがついたため収録される事になった。
未完成デイジー
本作のバラード枠。YouTubeの公式チャンネルで約2分半のレコーディング映像が公開されていた (現在は非公開)。『DUGOUT ACCIDENT』に再ミックスして収録。田淵曰く「世の中の恋愛ソングの概念をぶっ壊してやろうと思って作った曲。」

## 収録曲について
| 全編曲: UNISON SQUARE GARDEN。 | |            |       |
| #                              | タイトル                                                                                              | 作詞・作曲 | 時間  |
| 1.                             | 「3 minutes replay」                                                                                  | 田淵智也   | 3:00  |
| 2.                             | 「kid, I like quartet」(OAD『夜桜四重奏 〜ホシノウミ〜』主題歌)                                       | 田淵智也   | 4:35  |
| 3.                             | 「プロトラクト・カウントダウン」                                                                      | 田淵智也   | 4:00  |
| 4.                             | 「きみのもとへ」                                                                                      | 田淵智也   | 4:51  |
| 5.                             | 「僕らのその先」                                                                                      | 田淵智也   | 5:06  |
| 6.                             | 「スカースデイル」                                                                                    | 斎藤宏介   | 4:08  |
| 7.                             | 「ワールドワイド・スーパーガール」                                                                    | 田淵智也   | 4:00  |
| 8.                             | 「CAPACITY超える」                                                                                    | 田淵智也   | 3:26  |
| 9.                             | 「場違いハミングバード」                                                                              | 田淵智也   | 4:48  |
| 10.                            | 「カウンターアイデンティティ」(テレビ東京系アニメ『ソウルイーター リピートショー』オープニングテーマ) | 田淵智也   | 4:09  |
| 11.                            | 「未完成デイジー」                                                                                    | 田淵智也   | 5:18  |
| 12.                            | 「オリオンをなぞる」(テレビアニメ『TIGER & BUNNY』前期オープニングテーマ)                             | 田淵智也   | 4:23  |
| 13.                            | 「シュプレヒコール 〜世界が終わる前に〜」                                                             | 田淵智也   | 4:09  |
| 合計時間:                      | 合計時間:                                                                                             | 合計時間:  | 55:53 |

## 演奏
- 斎藤宏介：Vocal, Guitar
- 田淵智也：Bass & All Other Instruments Programming
- 鈴木貴雄：Drums
- 大和田保紀
  - All Other Instruments Programming
  - Organ (#5.8)
- 山本健太：Piano (#13)

## カバーについて
kid, I like quartet
- 比泉秋名 starring 梶裕貴 - 2013年にTVアニメ『夜桜四重奏 〜ハナノウタ〜』キャラクターソングベスト＆オリジナルサウンドトラック『桜新町の鳴らし方。』にてカバー[2]。